# Bourgeoisia antipoda
Bourgeoisia antipoda is een keversoort uit de familie glimwormen (Lampyridae). De wetenschappelijke naam van de soort werd voor het eerst geldig gepubliceerd in 1884 door Bourgeois.